# 코바시 켄타 (더 파이팅)
코바시 켄타는 《더 파이팅》에 등장하는 등장인물으로, 투니버스 더빙판 이름은 '김건태'.

## 담당 성우
마츠노 타이키 / 정명준